# Jan Kościelecki (zm. 1498)
Jan Kościelecki herbu Ogończyk ze Skępego (ur. 1430, zm. 1498) – chorąży inowrocławski, podkomorzy dobrzyński, starosta świecki w latach 1475–1483, starosta bydgoski w latach 1480–1482, kasztelan kruszwicki od 1481 r., kasztelan i starosta dobrzyński od 1485 r., kasztelan brzeski w latach 1490–1493, wojewoda inowrocławski od 1497 r.

## Życiorys
Był drugim synem Mikołaja Kościeleckiego ze Skępego – wojewody brzeskokujawskiego, bratankiem Jana Kościeleckiego oraz bratem stryjecznym Mikołaja.
Był gwarantem pokoju toruńskiego 1466 roku.
W 1485 r. jako kasztelan i starosta dobrzyński był obecny podczas składania hołdu Kazimierzowi Jagiellończykowi pod Kołomyją przez Stefana Wielkiego hospodara mołdawskiego. Zdobył zaufanie króla Jana Olbrachta i stał się jednym z najbardziej zaufanych jego doradców. W maju 1497 r. towarzyszył władcy w uroczystym wjeździe do Lwowa. W tymże roku otrzymał godność wojewody inowrocławskiego.
Jan Kościelecki był dwukrotnie żonaty. Najpierw ożenił się z Elżbietą Oporowską (ok. 1483), wojewodzianką inowrocławską, z którą nie miał potomstwa. Po jej śmierci ożenił się z Katarzyną z Żurawicy, kasztelanką przemyską. Druga żona wniosła znaczny posag (osiem wsi i pół miasta Kulikowa w województwie ruskim), który umożliwił wykup dwóch wsi królewskich z rąk Jakuba Kostki oraz udzielenie królowi pożyczki w wysokości 2,8 tys. florenów pod zastaw zamku i miasta Koła. Z drugą żoną miał syna Mikołaja, później wojewodę kaliskiego i córkę Annę zamężną za Andrzejem Krotoskim, wojewodą brzeskim. Zmarł około 1498 r.

## Zachowane wzmianki pisane z okresu starostwa bydgoskiego
Jan Kościelecki jako starosta bydgoski troszczył się o interes miasta. Popierał dążenia mieszczan bydgoskich do zachowania prawa uprawiania handlu sprawnego na Wiśle. Stał po ich stronie w zatargach z Toruniem i Gdańskiem. W 1480 r. prosił radę miejską Gdańska o niepobieranie od zboża spławianego przez kupców bydgoskich akcyzy, gdyż opłacili ją już na miejscu. Czynnie uczestniczył w wykończeniu murowanego kościoła farnego. W 1480 z woli króla Kazimierza Jagiellończyka wyznaczył miejsce pod lokalizację konwentu Bernardynów w Bydgoszczy, a w latach 1480–1485 wspierał jego budowę.
Znane są następujące o nim wzmianki w dokumentach pisanych:
- 24 marca 1480 r. – wystawił list z Bydgoszczy do Gdańska w sprawie niepobierania przez to miasto akcyzy przy spławianiu zboża przez kupców bydgoskich,
- 8 grudnia 1480 r. – asystował przy erygowaniu przez Zbigniewa Oleśnickiego konwentu bernardynów w Bydgoszczy. Wraz z braćmi zakonnymi wybierał miejsce na budowę klasztoru. Wybór padł na ogrody zamkowe w pobliżu zamku,
- 17 listopada 1481 r. – zwrócił się do rady miejskiej Gdańska w sprawie wypłacenia mieszczaninowi bydgoskiemu Janowi Czegal należnych pieniędzy za sprzedany towar,
- 1 grudnia 1481 r. – wystawił list z Bydgoszczy do rady miejskiej Torunia w obronie mieszczanina świeckiego,
- czerwiec 1482 r. – wystawił list do Gdańska z upomnieniem o pieniądze dla Jana Czegal.